# عيسى قاسم (لاعب كرة قدم)
عيسى قاسم (بالإنجليزية: Issa Kassim)‏ هو لاعب كرة قدم كيني في مركز الدفاع، ولد في 21 ديسمبر 1975 في كينيا. شارك مع منتخب كينيا لكرة القدم.

## وصلات خارجية
- عيسى قاسم (لاعب كرة قدم) على موقع قاعدة بيانات كرة القدم.إي يو (الإنجليزية)
- عيسى قاسم (لاعب كرة قدم) على موقع قاعدة بيانات كرة القدم.إي يو (الإنجليزية)
- عيسى قاسم (لاعب كرة قدم) على موقع ناشيونال فوتبول تيمز (الإنجليزية)